# Bunga Citra Lestari
Bunga Citra Lestari, dite BCL (son nom signifie « l'éternelle image fleurie »), est une actrice et chanteuse indonésienne de Country pop née le 22 mars 1983 à Jakarta.

## Biographie
Le 8 novembre 2008, elle épouse l'acteur Ashraf Sinclair.